# ロッカストラーダ
ロッカストラーダ（伊: Roccastrada）は、イタリア共和国トスカーナ州グロッセート県にある、人口約8,800人の基礎自治体（コムーネ）。

## 地理

### 位置・広がり

#### 隣接コムーネ
隣接するコムーネは以下の通り。括弧内のSIはシエーナ県所属を示す。
- カンパニャーティコ
- キウズディーノ (SI)
- チヴィテッラ・パガーニコ
- ガヴォッラーノ
- グロッセート
- マッサ・マリッティマ
- モンティチャーノ (SI)
- モンティエーリ

### 気候分類・地震分類
ロッカストラーダにおけるイタリアの気候分類 (it) および度日は、zona E, 2181 GGである。
また、イタリアの地震リスク階級 (it) では、zona 3 (sismicità bassa) に分類される。

## 行政

### 分離集落
ロッカストラーダには以下の分離集落（フラツィオーネ）がある。
- Montemassi, Piloni,  Ribolla, Roccatederighi, Sassofortino, Sticciano, Torniella